# WWE Greatest Royal Rumble
WWE Greatest Royal Rumble est une manifestation de catch (lutte professionnelle) produite par la World Wrestling Entertainment (WWE), une fédération de catch (lutte professionnelle) américaine, qui est diffusée sur le WWE Network et la chaine française AB1 et belge ABXplore. L'événement s'est déroulé le 27 avril 2018 au King Abdullah Sports City à Jeddah, dans la province de La Mecque en Arabie saoudite. Le PPV verra les sept championnats masculins en jeu ainsi que le tout premier 50-man Royal Rumble match.

## Contexte
Les spectacles de la World Wrestling Entertainment (WWE) sont constitués de matchs aux résultats prédéterminés par les scénaristes de la WWE. Ces rencontres sont justifiées par des storylines – une rivalité avec un catcheur, la plupart du temps – ou par des qualifications survenues dans les shows de la WWE telles que RAW, SmackDown, Main Event, NXT, 205 Live. Tous les catcheurs possèdent un gimmick, c'est-à-dire qu'ils incarnent un personnage gentil (face) ou méchant (heel), qui évolue au fil des rencontres,.

## Tableau des matchs
| #                                                                          | Match                                                                           | Stipulation(s)                                              | Temps   |
| -------------------------------------------------------------------------- | ------------------------------------------------------------------------------- | ----------------------------------------------------------- | ------- |
| 1                                                                          | John Cena bat Triple H                                                          | Match simple                                                | 15:45   |
| 2                                                                          | Cedric Alexander (c) bat Kalisto                                                | Match simple pour le WWE Cruiserweight Championship         | 10:15   |
| 3                                                                          | "Woken" Matt Hardy et Bray Wyatt battent Cesaro et Sheamus                      | Tag team match pour le WWE Raw Tag Team Championship vacant | 8:50    |
| 4                                                                          | Jeff Hardy (c) bat Jinder Mahal                                                 | Match simple pour le WWE United States Championship         | 6:10    |
| 5                                                                          | The Bludgeon Brothers (Harper et Rowan) (c) battent The Usos (Jey et Jimmy Uso) | Tag team match pour le WWE SmackDown Tag Team Championship  | 5:10    |
| 6                                                                          | Seth Rollins (c) bat The Miz, Finn Bálor et Samoa Joe                           | Ladder match pour le WWE Intercontinental Championship      | 14:35   |
| 7                                                                          | AJ Styles (c) contre Shinsuke Nakamura : double décompte à l'extérieur          | Match simple pour le WWE Championship                       | 14:25   |
| 8                                                                          | The Undertaker bat Rusev (avec Aiden English)                                   | Casket match                                                | 9:41    |
| 9                                                                          | Brock Lesnar (c) (avec Paul Heyman) bat Roman Reigns                            | Steel Cage match pour le WWE Universal Championship         | 9:14    |
| 10                                                                         | Braun Strowman gagne en éliminant en dernier Big Cass                           | 50-man Royal Rumble match                                   | 1:17:20 |
| (c) – désigne le(s) champion(s) défendant son/leurs titre(s) dans le match |                                                                                 |                                                             |         |

### Entrées et éliminations au Royal Rumble match
un participant de Raw,  un participant de SmackDown,  un participant de NXT,  une légende ou un participant n'appartenant à aucun roster,  le vainqueur.
| Numéro | Entrant          | Division  | Ordre d'élimination | Eliminé par                    | Temps   | Elimination(s) |
| ------ | ---------------- | --------- | ------------------- | ------------------------------ | ------- | -------------- |
| 1      | Daniel Bryan     | SmackDown | 48                  | Big Cass                       | 1:16:05 | 3              |
| 2      | Dolph Ziggler    | Raw       | 12                  | Kurt Angle                     | 21:44   | 2              |
| 3      | Sin Cara         | SmackDown | 1                   | Dolph Ziggler                  | 1:18    | 0              |
| 4      | Curtis Axel      | Raw       | 2                   | Mark Henry                     | 2:00    | 0              |
| 5      | Mark Henry       | -         | 5                   | Dolph Ziggler & Daniel Bryan   | 3:27    | 3              |
| 6      | Mike Kanellis    | Raw       | 3                   | Mark Henry                     | 0:03    | 0              |
| 7      | Hiroki Sumi      | -         | 4                   | Mark Henry                     | 0:46    | 0              |
| 8      | Viktor           | Raw       | 6                   | Daniel Bryan                   | 0:51    | 0              |
| 9      | Kofi Kingston    | SmackDown | 14                  | Elias                          | 16:34   | 1              |
| 10     | Tony Nese        | Raw       | 9                   | Kofi Kingston & Xavier Woods   | 7:13    | 1              |
| 11     | Dash Wilder      | Raw       | 7                   | Daniel Bryan & Hornswoggle     | 1:26    | 0              |
| 12     | Hornswoggle      | -         | 8                   | Tony Nese                      | 1:00    | 1              |
| 13     | Primo Colón      | SmackDown | 11                  | Kurt Angle                     | 5:10    | 0              |
| 14     | Xavier Woods     | SmackDown | 15                  | Elias                          | 9:56    | 1              |
| 15     | Bo Dallas        | Raw       | 10                  | Kurt Angle                     | 1:34    | 0              |
| 16     | Kurt Angle       | Raw       | 16                  | Elias                          | 7:59    | 3              |
| 17     | Scott Dawson     | Raw       | 19                  | Bobby Roode                    | 11:44   | 0              |
| 18     | Goldust          | Raw       | 18                  | Bobby Roode                    | 10:04   | 0              |
| 19     | Konnor           | Raw       | 13                  | Elias                          | 2:25    | 0              |
| 20     | Elias            | Raw       | 41                  | Bobby Lashley                  | 34:04   | 5              |
| 21     | Luke Gallows     | SmackDown | 20                  | Rey Mysterio                   | 9:16    | 0              |
| 22     | Rhyno            | Raw       | 25                  | Roderick Strong                | 16:22   | 0              |
| 23     | Drew Gulak       | Raw       | 17                  | Tucker Knight                  | 1:47    | 0              |
| 24     | Tucker Knight    | NXT       | 23                  | Big E                          | 10:08   | 1              |
| 25     | Bobby Roode      | Raw       | 29                  | Baron Corbin                   | 17:44   | 2              |
| 26     | Fandango         | Raw       | 21                  | Mojo Rawley                    | 3:42    | 0              |
| 27     | Chad Gable       | Raw       | 24                  | Apollo Crews                   | 8:17    | 0              |
| 28     | Rey Mysterio     | -         | 37                  | Baron Corbin                   | 20:25   | 1              |
| 29     | Mojo Rawley      | Raw       | 27                  | Randy Orton                    | 8:52    | 2              |
| 30     | Tyler Breeze     | Raw       | 22                  | Mojo Rawley                    | 0:16    | 0              |
| 31     | Big E            | SmackDown | 33                  | Braun Strowman                 | 13:59   | 1              |
| 32     | Karl Anderson    | SmackDown | 26                  | Randy Orton                    | 4:25    | 0              |
| 33     | Apollo Crews     | Raw       | 28                  | Randy Orton                    | 3:26    | 1              |
| 34     | Roderick Strong  | NXT       | 30                  | Baron Corbin                   | 3:59    | 1              |
| 35     | Randy Orton      | SmackDown | 39                  | Elias                          | 10:58   | 4              |
| 36     | Heath Slater     | Raw       | 34                  | Braun Strowman                 | 7:38    | 0              |
| 37     | Babatunde        | NXT       | 31                  | Braun Strowman                 | 5:53    | 0              |
| 38     | Baron Corbin     | Raw       | 38                  | Randy Orton                    | 7:08    | 3              |
| 39     | Titus O'Neil     | Raw       | 35                  | Braun Strowman                 | 4:42    | 0              |
| 40     | Dan Matha        | NXT       | 32                  | Braun Strowman                 | 2:01    | 0              |
| 41     | Braun Strowman   | Raw       | -                   | Vainqueur                      | 22:14   | 13             |
| 42     | Tye Dillinger    | SmackDown | 36                  | Braun Strowman                 | 0:29    | 0              |
| 43     | Curt Hawkins     | Raw       | 40                  | Braun Strowman                 | 0:20    | 0              |
| 44     | Bobby Lashley    | Raw       | 45                  | Braun Strowman                 | 14:38   | 2              |
| 45     | The Great Khali  | -         | 42                  | Braun Strowman & Bobby Lashley | 0:31    | 0              |
| 46     | Kevin Owens      | Raw       | 47                  | Braun Strowman                 | 10:43   | 0              |
| 47     | Shane McMahon    | SmackDown | 44                  | Braun Strowman                 | 8:07    | 0              |
| 48     | Shelton Benjamin | SmackDown | 43                  | Chris Jericho                  | 4:23    | 0              |
| 49     | Big Cass         | SmackDown | 49                  | Braun Strowman                 | 7:23    | 1              |
| 50     | Chris Jericho    | SmackDown | 46                  | Braun Strowman                 | 3:18    | 1              |

- Braun Strowman est celui qui a éliminé le plus de Superstar avec 13 éliminations et bat le record de Roman Reigns qui avait fait 12 élimination en 2014.
- Daniel Bryan est celui qui est resté le plus longtemps dans un ring avec 1 heure, 16 minutes et 5 secondes et bat le record de Rey Mysterio qui était resté 1 heure, 2 minutes et 12 secondes dans le ring en 2006.
- Chris Jericho & The Great Khali feront leur dernière apparition à la WWE après être éliminé par Braun Strowman.

## Annexe